# Luftrensende jord og planter
Denne liste over luftrensende planter blev lavet af NASA som en del af NASA Clean Air Study, der forskede i forskellige måder at rense rumstationers luft på, men forskningsresultaterne kan også anvendes til topisolerede boliger.

 
Alle planter absorberer carbondioxid (CO2) og frigiver som affaldsprodukt oxygen (ilt); herudover eliminerer/absorberer luftrensende planter betydelige mængder af en eller flere af disse usunde flygtige organiske forbindelser (VoC):
- Benzen – anvendes og frigøres bl.a. fra: benzin, blæk, olie, maling, plast og gummi.
- formaldehyd – frigøres bl.a. fra limen i spånplader (møbler, køkkener...). Ved afbrænding af naturgas, petroleum – og i cigaretrøg.
- trichlorethylen – anvendes og frigøres bl.a. fra: trykfarver, maling, lakker...
- CO, carbonmonooxid – dannes af gasblus, pejse...
- Nitrogendioxid, NO2.

De fleste af disse planter udviklede sig i tropiske eller subtropiske miljøer. Pga. deres evne til at gro ved en reduceret mængde sollys, gør deres blade dem i stand til at leve af fotosyntese i husbelysning.
NASAs anbefalinger er at have 15 til 18 pænt store luftrensende potteplanter med en diameter på 15-20 cm i en bolig på 170 m². Mængden af eksponeret jordoverflade er også vigtig, da jordoverfladen, rødder og/eller mikrober fjerner nogle af de usunde stoffer.

 
I 2025 blev det offentliggjort af forskere fra Monash University, at visse mikrober i jorden fjerner store mængder giftig CO fra atmosfæren, som jordens befolkning tilfører via deres aktiviteter.
Dog udsender jordmikrober og mange planter om dagen andre flygtige organiske forbindelser (VoC). Det er pt (2011) ukendt, om de er skadelige for os – eller om fordelen ved nogle potteplanter opvejer deres ulemper.

| Plante v\ Topfjerner af→                                                          | Benzen (NASA) | formaldehyd (NASA,N) (W) | trichlorethylen (NASA) | xylen og toluen |
| --------------------------------------------------------------------------------- | ------------- | ------------------------ | ---------------------- | --------------- |
| Almindelig Vedbend (Hedera helix)                                                 | X             | W                        |                        |                 |
| Væddeløber (Chlorophytum comosum)                                                 |               | N                        |                        |                 |
| Guldranke (Scindapsus aures eller Epipremnum aureum)                              |               | N                        |                        |                 |
| Fredslilje (bl.a. Spathiphyllum 'Mauna Loa') (Spathiphyllum wallisii?)            | X             | W                        | X                      |                 |
| Aglaonema (bl.a. Aglaonema modestum)                                              |               |                          |                        |                 |
| Bambuspalme (Chamaedorea sefritzii) (Bjergpalme?)                                 |               | N W                      |                        |                 |
| Bajonetplante eller svigermors skarpe tunge (Sansevieria trifasciata 'Laurentii') |               | N                        |                        |                 |
| Heartleaf philodendron (Philodendron oxycardium, syn. Philodendron cordatum)      |               | N                        |                        |                 |
| Selloum philodendron (Philodendron bipinnatifidum, syn. Philodendron selloum)     |               | N                        |                        |                 |
| Elephant ear philodendron (Philodendron domesticum)                               |               | N                        |                        |                 |
| Drageblodstræ, Bånddracæna (Dracaena marginata)                                   | X             | N                        |                        | X               |
| Cornstalk dracaena (Dracaena fragans 'Massangeana')                               |               | N                        |                        |                 |
| Afrikansk dracaena 'Janet Craig' (Dracaena deremensis 'Janet Craig')              | X             | W                        |                        |                 |
| Afrikansk dracaena 'Warneck' (Dracaena deremensis 'Warneckii')                    | X             |                          | X                      | X               |
| Kvælerfigen (Ficus benjamina)                                                     |               | W                        |                        |                 |
| Gerbera eller Pottegerbera (Gerbera jamesonii)                                    | X             | W                        | X                      |                 |
| Chrysanthemum (Chrysanthemum morifolium)                                          | X             | N W                      | X                      |                 |
| Gummifigen (Ficus elastica)                                                       |               | W                        |                        |                 |
| Bostonbregne (Nephrolepis exaltata "Bostoniensis")                                |               | W                        |                        |                 |
| Kimberly queen fern (Nephrolepis obliterata)                                      |               | W                        |                        | X               |
| Dværg daddelpalme (Phoenix roebelenii)                                            |               | W                        |                        | X               |
| Guldpalme (Chrysalidocarpus lutescens)                                            |               |                          |                        | X               |
| Dendrobium orkide (Dendrobium sp.)                                                |               |                          |                        | X               |
| Dieffenbachia (Camilla) (Dieffenbachia)                                           |               |                          |                        | X               |
| Dieffenbachia (Exotica) (Dieffenbachia)                                           |               |                          |                        | X               |
| (Homalomena wallisii)                                                             |               |                          |                        | X               |
| Phalenopsis orkide (Phalenopsis sp.)                                              |               |                          |                        | X               |

## Potteplanter og arbejdsmiljø
Ifølge forskellige undersøgelser giver potteplanter på arbejdspladser øget koncentration, mindre sygefravær og dermed forbedret arbejdsmiljø.